# Alexander Heinemann
Alexander Heinemann, född  den 26 maj 1873 i Berlin, död 1918, 1919 eller 1923, var en tysk sångare (baryton).
Heinemann, som var lärare vid Sternska konservatoriet, vann sig ett namn som sångare av oratorier och romanser (lieder) genom betydande röstmedel och föredragskonst. Heinemann turnerade även och framträdde bland annat i Stockholm 1908. I USA gjorde han sitt första framträdande 1904 och uppträdde senare för president Taft i Vita huset i Washington, D.C.. Bland hans elever märks W. Otto Miessner.